# Saint-Agnan-sur-Erre

Saint-Agnan-sur-Erre este o comună în departamentul Orne, Franța. În 1 ianuarie 2018 avea o populație de 172 de locuitori.